# Vida Arena
Vida Arena – kryte lodowisko w Växjö, w Szwecji. Zostało otwarte we wrześniu 2011. Swoje spotkania rozgrywają na nim hokeiści klubu Växjö Lakers Hockey. Obiekt może pomieścić 5700 widzów.
Budowa Vida Areny rozpoczęła się we wrześniu 2010 i zakończyła latem następnego roku. Pierwszy mecz na arenie rozegrano 17 września 2011 w ramach rozgrywek Elitserien, pomiędzy gospodarzami a drużyną Linköpings HC (wynik: 2:4). Obiekt nosi nazwę sponsora, firmy Vida AB, który w 2010 podpisał umowę o prawa do nazwy na okres 14 lat. Obiekt przylega do poprzedniego lodowiska klubu Växjö Lakers Hockey, Växjö Ishall. W pobliżu areny znajdują się także m.in. stadiony Myresjöhus Arena i Värendsvallen oraz hala z pełnowymiarowym boiskiem piłkarskim (Växjö Tipshall).